# Cristián Zapata
Cristián Eduardo Zapata Valencia (n. 30 septembrie 1986, Padilla, Cauca) este un fotbalist columbian care evoluează pe postul de fundaș la Atlético Bucaramanga⁠ în Categoría Primera A.

## Statistici

### Club
La 10 martie 2014.
|               |                |               | Campionat | Campionat | Cupă         | Cupă         | Continental    | Continental    | Total   | Total  |
| Sezon         | Club           | Campionat     | Meciuri   | Goluri    | Meciuri      | Goluri       | Meciuri        | Goluri         | Meciuri | Goluri |
| Columbia      | Columbia       | Columbia      | Campionat | Campionat | Cupă         | Cupă         | America de Sud | America de Sud | Total   | Total  |
| ------------- | -------------- | ------------- | --------- | --------- | ------------ | ------------ | -------------- | -------------- | ------- | ------ |
| Apertura 2005 | Deportivo Cali | Primera A     | 17        | 0         |              |              |                |                | 17      | 0      |
| Italia        | Italia         | Italia        | Campionat | Campionat | Coppa Italia | Coppa Italia | Europa         | Europa         | Total   | Total  |
| 2005–06       | Udinese        | Serie A       | 20        | 1         | 5            | 0            | 4              | 0              | 29      | 1      |
| 2006–07       | Udinese        | Serie A       | 36        | 0         | 2            | 0            | —              | —              | 38      | 0      |
| 2007–08       | Udinese        | Serie A       | 28        | 1         | 0            | 0            | —              | —              | 28      | 1      |
| 2008–09       | Udinese        | Serie A       | 18        | 1         | 2            | 0            | 6              | 0              | 26      | 1      |
| 2009–10       | Udinese        | Serie A       | 31        | 0         | 4            | 0            | —              | —              | 35      | 0      |
| 2010–11       | Udinese        | Serie A       | 35        | 2         | 3            | 0            | —              | —              | 38      | 2      |
| Total         | Udinese        | Udinese       | 168       | 5         | 16           | 0            | 10             | 0              | 194     | 5      |
| Spania        | Spania         | Spania        | Campionat | Campionat | Copa del Rey | Copa del Rey | Europa         | Europa         | Total   | Total  |
| 2011–12       | Villarreal     | La Liga       | 28        | 0         | 2            | 0            | 6              | 0              | 36      | 0      |
| Italia        | Italia         | Italia        | Campionat | Campionat | Coppa Italia | Coppa Italia | Europa         | Europa         | Total   | Total  |
| 2012–13       | Milan          | Serie A       | 23        | 0         | 1            | 0            | 5              | 0              | 29      | 0      |
| 2013–14       | Milan          | Serie A       | 20        | 1         | 1            | 0            | 8              | 2              | 29      | 3      |
| Total         | Milan          | Milan         | 43        | 1         | 2            | 0            | 13             | 2              | 58      | 3      |
| Total         | Italia         | Italia        | 211       | 6         | 18           | 0            | 23             | 2              | 252     | 8      |
| Total carieră | Total carieră  | Total carieră | 246       | 6         | 20           | 0            | 29             | 2              | 305     | 8      |

### Internațional
La 16 Oct 2012.
| Columbia |         |        |
| An       | Meciuri | Goluri |
| 2007     | 1       | 0      |
| 2008     | 4       | 0      |
| 2009     | 7       | 0      |
| 2010     | 2       | 0      |
| 2011     | 1       | 0      |
| 2012     | 2       | 0      |
| 2013     | 4       | 0      |
| 2014     | 6       | 0      |
| Total    | 27      | 0      |

| Meciuri și goluri internaționale | Meciuri și goluri internaționale | Meciuri și goluri internaționale | Meciuri și goluri internaționale | Meciuri și goluri internaționale | Meciuri și goluri internaționale | Meciuri și goluri internaționale                       |
| #                                | Data                             | Stadion                          | Oponent                          | Rezultat                         | Gol                              | Competiția                                             |
| -------------------------------- | -------------------------------- | -------------------------------- | -------------------------------- | -------------------------------- | -------------------------------- | ------------------------------------------------------ |
| 1.                               | 12 septembrie 2007               | Bogota, Columbia                 | Paraguay                         | 1–0                              | 0                                | Meci amical                                            |
| 2.                               | 6 februarie 2008                 | Montevideo, Uruguay              | Uruguay                          | 2–2                              | 0                                | Meci amical                                            |
| 3.                               | 29 mai 2008                      | Londra, Anglia, Regatul Unit     | Republica Irlanda                | 0–1                              | 0                                | Meci amical                                            |
| 4.                               | 3 iunie 2008                     | Saint Denis, Franța              | Franța                           | 0–1                              | 0                                | Meci amical                                            |
| 5.                               | 14 iunie 2008                    | Lima, Peru                       | Peru                             | 1–1                              | 0                                | Calificările pentru Campionatul Mondial de Fotbal 2010 |
| 6.                               | 11 februarie 2009                | Pereira, Columbia                | Haiti                            | 2–0                              | 0                                | Meci amical                                            |
| 7.                               | 28 martie 2009                   | Bogota, Columbia                 | Bolivia                          | 2–0                              | 0                                | Calificările pentru Campionatul Mondial de Fotbal 2010 |
| 8.                               | 31 martie 2009                   | Puerto Ordaz, Venezuela          | Venezuela                        | 0–2                              | 0                                | Calificările pentru Campionatul Mondial de Fotbal 2010 |
| 9.                               | 6 iunie 2009                     | Buenos Aires, Argentina          | Argentina                        | 0–1                              | 0                                | Calificările pentru Campionatul Mondial de Fotbal 2010 |
| 10.                              | 10 iunie 2009                    | Medellin, Columbia               | Peru                             | 1–0                              | 0                                | Calificările pentru Campionatul Mondial de Fotbal 2010 |
| 11.                              | 10 octombrie 2009                | Medellin, Columbia               | Chile                            | 2–4                              | 0                                | Calificările pentru Campionatul Mondial de Fotbal 2010 |
| 12.                              | 14 octombrie 2009                | Asunción, Paraguay               | Paraguay                         | 2–0                              | 0                                | Calificările pentru Campionatul Mondial de Fotbal 2010 |

## Palmares

### Club
Deportivo Cali
- Categoría Primera Finalización (1): 2005

### Țară
Colombia U-20
- Campionatul sud-american U20: (1): 2005